# Arado Ar 240
El Arado Ar 240 era un avión bimotor de combate de uso múltiple alemán desarrollado para la Luftwaffe durante la II Guerra Mundial por Arado Flugzeugwerke. Su primer vuelo fue en 1940, pero problemas con el diseño obstaculizaron el desarrollo y permaneció solo en la fase de prototipo. El proyecto fue cancelado, con los prototipos existentes usados para una variedad de objetivos de prueba.

## Diseño y desarrollo

### Propuesta
El Ar 240 fue pedido como la respuesta a una demanda en 1938 para sustituir el Messerschmitt Me 110 de una segunda generación mucho más capaz que este caza pesado, que ya se hacía anticuado. Tanto Arado Flugzeugwerke como Messerschmitt respondieron. La respuesta de Messerschmitt, el Me 210, era un diseño totalmente nuevo, pero gracias a la experiencia de Messerschmitt con el concepto «Zerstorer» sería capaz de entrar en el servicio rápidamente. El diseño de Arado era bastante más ambicioso para la más pequeña firma, un proyecto de sueño del diseñador principal de Arado, Walter Blume, desde mediados de los años 1930. Mientras esto tomaría algún tiempo antes de que las entregas del diseño de Arado pudieran comenzar, el Reichsluftfahrtministerium (Ministerio del Aire del Reich, RLM) sin embargo estuvo lo bastante interesado como para ordenar los prototipos de ambos diseños.

### Tecnologías
Antes de este punto Arado había invertido mucho dinero en varias líneas de investigación fundamental. Una era el desarrollo de un dispositivo hipersustentador que ofreció un excelente incremento de la sustentación a velocidad lenta. El otro era el trabajo en el diseño y la construcción de cabinas presurizadas, que reducen notablemente la fatiga del piloto para cualquier vuelo por encima de 4500 m. El perfil de ataque de la cabina era único ya que presentaba una superficie aparentemente no aerodinámica; su apariencia general, así como la disposición alar, eran de concepto un tanto heterodoxo.
Finalmente, también habían invertido dinero en un esfuerzo conjunto con Rheinmetall-Borsig y de la Deutsche Versuchsanstalt für Luftfahrt (DVL) en el nuevo sistema de armamento FA-13 (ametralladoras dispuestas en torretas de control remoto, provistas de visores de puntería periscópicos) con el que habían estado experimentando durante varios años. El sistema usaba una mira localizada en la carlinga trasera, manejada por el navegante/artillero, que tenía la óptica tanto sobre la parte superior como la inferior del avión, que permitía rastrear al objetivo en cualquier dirección. La mira estaba unida hidráulicamente a torretas aerodinámicamente bien estabilizadas, sobre el dorso y la panza del avión. Para el diseño del Ar 240, Arado combinó toda esta investigación en una sola estructura.
Para el mejor funcionamiento usaron un ala tan pequeña como razonable, en la parte baja del fuselaje. Normalmente esto haría que el avión tuviera velocidades de aterrizaje extremadamente altas, pero esto fue compensado por el empleo de un enorme flap y alerones de borde de ataque para tener alta sustentación a baja velocidad. Cuando los flaps fueron ampliados, la parte superior de los alerones permanecería en el lugar mientras la parte inferior se extendían hacia atrás, aumentando el área del ala.
Motores Daimler-Benz DB 601 fueron instalados de manera convencional y equipado con hélices de cuatro palas totalmente ajustables. Los radiadores eran algo únicos sin embargo, bastante similar a aquellos empotrados a Junkers Ju 88, consistiendo en un bloque anular localizado delante del motor, pero en el Ar 240 parcialmente cubierto cada uno de ellos por una hélice de gran tamaño, con el aire que entra por un agujero grande delante y saliendo hacia fuera por las tapas del carenado. Al igual el Ju 88 impulsado por el motor Jumo, parecía tener un motor radial, y el Ar 240, como más tarde en otros aviones de Focke-Wulf (el Fw 190 D, Ta 152 y bimotor Ta 154) también se benefició de este sistema más simple de un radiador anular adelante del motor.
Las células de combustible en las alas fueron provistas de un sistema recién desarrollado autoadhesivo que usó tanque más delgados, teniendo más almacenaje de combustible. Los sellos no podían ser fácilmente quitados. Esto condujo a un sistema complejo, complicando la construcción y haciendo subir el peso.
Como con todos los diseños de avión multirrol alemanes de esta era, requirieron que el avión fuera un bombardero en picado (en alemán Sturzkampfflugzeug) aceptable. El fino revestimiento del ala no era conveniente para colocar frenos aerodinámicos convencionales, usándose entonces un freno de tipo «de pétalo» que fue instalado en el extremo traseroo del fuselaje que se abría hacia los lados cuando era activado. Cuando se cerraba el freno parecía un aguijón, que se extendía más allá del estabilizador horizontal y empenajes gemelos.
Finalmente, la cabina era totalmente presurizada. Esto no habría sido fácil si el armamento hubiese sido manejado manualmente por el artillero, lo que habría requerido que las armas penetraran el reverso de la cabina. Sin embargo, el sistema de mando a distancia los tuvo en cuenta para ser localizado en torrecillas en la parte no presurizada del fuselaje.
Todo este peso añadido, combinado con la pequeña ala, condujo a una muy alta carga alar (330 kg/m², comparado a un promedio de aproximadamente 100 kg/m² de un caza monoplaza).

## Pruebas y evaluación
Las especificaciones técnicas primero fueron publicadas en octubre de 1938, seguidos por proyectos detallados más tarde ese año. En mayo de 1939 el RLM ordenó una serie de seis prototipos. 
El primer prototipo Ar 240 V1, DD+QL, levantó el vuelo el 25 de junio de 1940, e inmediatamente demostró tener un manejo pobre y también tendió a recalentarse incluso durante el rodaje en el aeródromo. El Ar240 V1 estaba finalmente listo para los ensayos. El Ar240 aparentaba tener un buen desempeño a alta cota, pudiendo de esta forma ganar la competencia contra el Me 210.
El manejo, como se pensaba, era el resultado de los alerones que eran demasiado pequeños para un ala gruesa, entonces el segundo prototipo fue modificado para tenerlos más grandes, así como un área de aleta vertical adicional en los frenos de picada para reducir la guiñada. Además, se agregaron pequeños radiadores a las patas del tren de aterrizaje para mejorar el enfriamiento a bajas velocidades, cuando el tren normalmente se abriría. El Ar 240 V2, KK+CD, primero voló el 6 de abril de 1941, y pasó la mayor parte de su vida en la fábrica como un avión de pruebas.
El Ar 240 V3 fue el primero en ser equipado con el sistema FA 9 de armamento reverso, desarrollado conjuntamente por Arado y DVL, armado con ametralladoras gemelas MG 81Z de 7,92 mm.
Ar 240 V4 era el primero en incluir un freno de picada operacional, y voló el 19 de junio de 1941. Los Ar 240 V5 y V6 siguieron en diciembre y enero, incluyendo el sistema FA 13 mejorado que usa dos MG 131 de 13 mm en lugar del MG 81Z para una mejora considerable en potencia de fuego.
El funcionamiento excelente del Ar 240 rápidamente condujo al V3, V5 y V6 siendo despojado de su armamento, incluyendo las armas defensivas, y usó como el avión de reconocimiento sobre Inglaterra, donde ningún otro biplaza podría aventurarse en 1942.

## Variantes
- Ar 240 a-0: Cuatro aviones de preproducción.
- Ar 240B: versión propuesta
- Ar 240 c-1: Versión de caza pesado.
- Ar 240 c-2: Versión de caza nocturno.
- Ar 240 c-3: Versión de bombardero ligero.
- Ar 240 c-4: Versión de reconocimiento a altitudes mayores. El proyecto fue abandonado a favor del Ar 440.

## Especificaciones (Ar 240A)
Referencia datos: German Aircraft of the Second World War

### Características generales
- Tripulación: 2
- Longitud: 12,8 m
- Envergadura: 13,33 m
- Altura: 3,95 m
- Superficie alar: 31,3 m²
- Peso vacío: 6.200 kg
- Peso cargado: 9.450 kg
- Planta motriz: 2× motor V12 refrigerado por líquido Daimler-Benz DB 603.
  - Potencia: 1324 kW (1775 HP; 1800 CV) a 2700 rpm a nivel del mar (modelo DB 603E) cada uno.
- Hélices: 1× tripala por motor.

### Rendimiento
- Velocidad máxima operativa (Vno): 618 km/h (384 MPH; 334 kt) a 6.000 m de altitud
- Velocidad crucero (Vc): 555 km/h (345 MPH; 300 kt)
- Alcance: 2000 km (1080 nmi; 1243 mi)
- Techo de vuelo: 10 500 m (34 449 ft)
- Régimen de ascenso: 9,1 m/s (1788 ft/min) 

  - Trepada a 6.000 m: 11 min

### Armamento
- Ametralladoras: 4× 

  - 2× MG 17 de 7,92 mm en las alas
  - 2× torretas de control remoto FA 13 con 2× MG 81 de 7,92 mm en posición ventral y dorsal
- Bombas: 1.800 kg

### Aeronaves similares
- Messerschmitt Me 210
- Messerschmitt Me 410

### Secuencias de designación
- Sistema de designación aeronaves del RLM: ← BV 238 · Fw 238 · Ar 239 · Ar 240 · Go 241 · Go 242 · Go 244 →

### Listas relacionadas
- Anexo:Aeronaves militares de Alemania en la Segunda Guerra Mundial
- Anexo:Proyectos y prototipos de aviones de la Luftwaffe durante la Segunda Guerra Mundial